# Takuma Aoki
Takuma Aoki (青木拓磨?, Aoki Takuma; Tokyo, 24 febbraio 1974) è un pilota motociclistico e pilota automobilistico giapponese, ritirato dalla carriera motociclistica dal 1998.
Anche i suoi fratelli, Nobuatsu e Haruchika, hanno preso parte a competizioni motociclistiche di livello mondiale.
È costretto alla sedia a rotelle dal 1998, in seguito ad un incidente motociclistico in cui riportò gravi lesioni alla colonna vertebrale.

## Carriera

### Motociclismo e infortunio

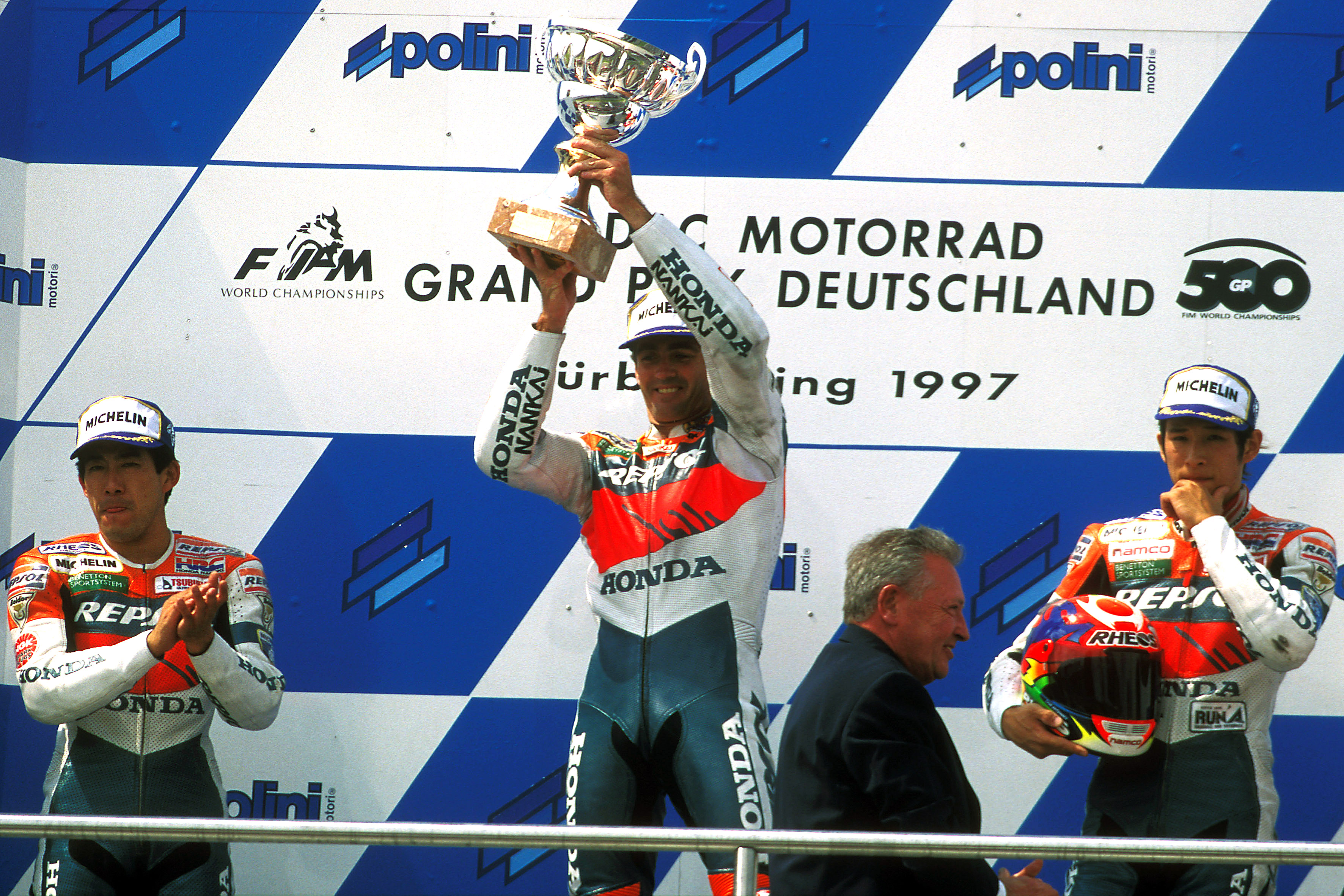
Da sinistra: Tadayuki Okada, Mick Doohan e Aoki sul podio del GP di Germania 1997 al Nürburgring.

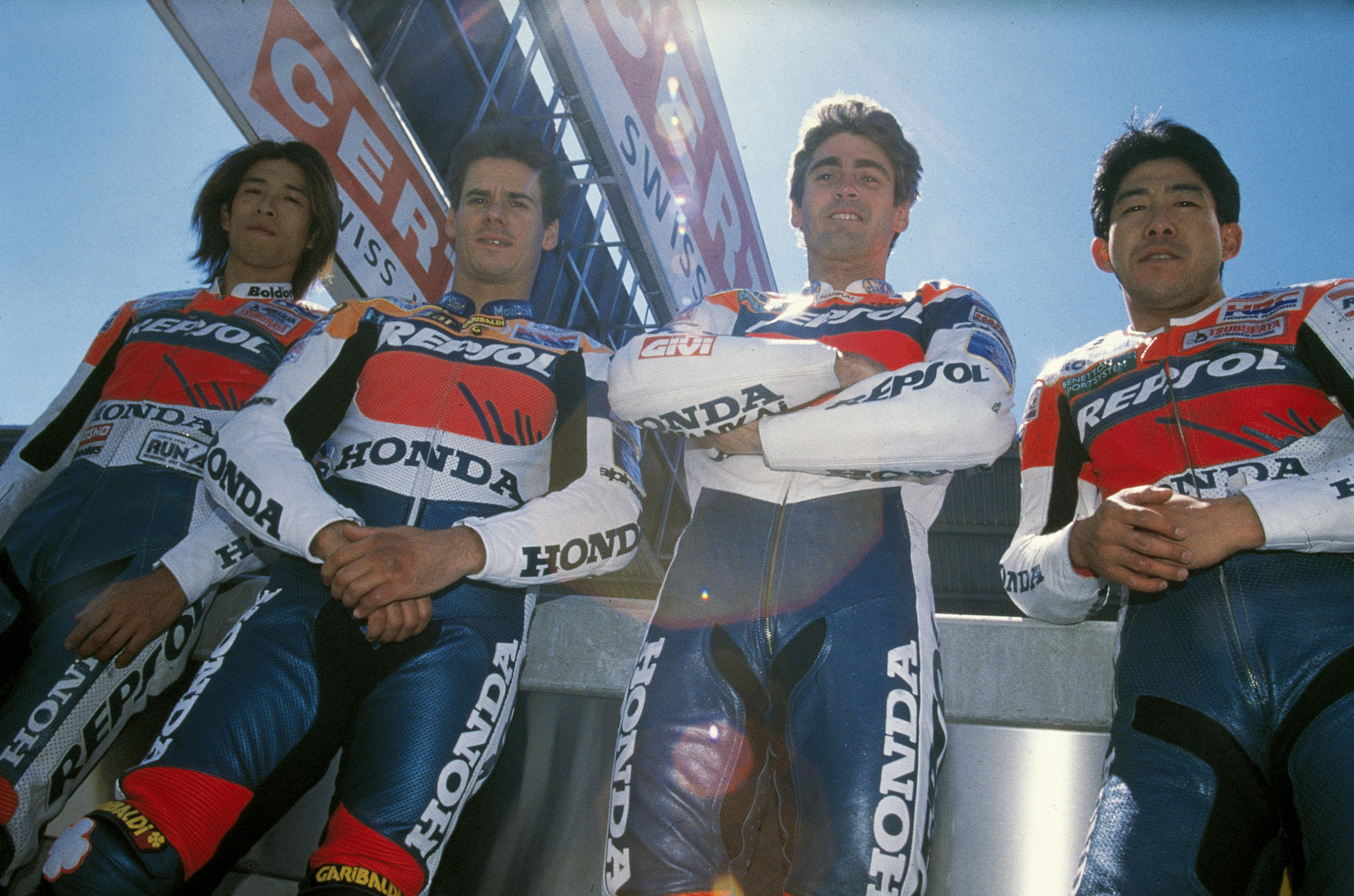
Aoki, Àlex Crivillé, Doohan e Okada nel 1997.

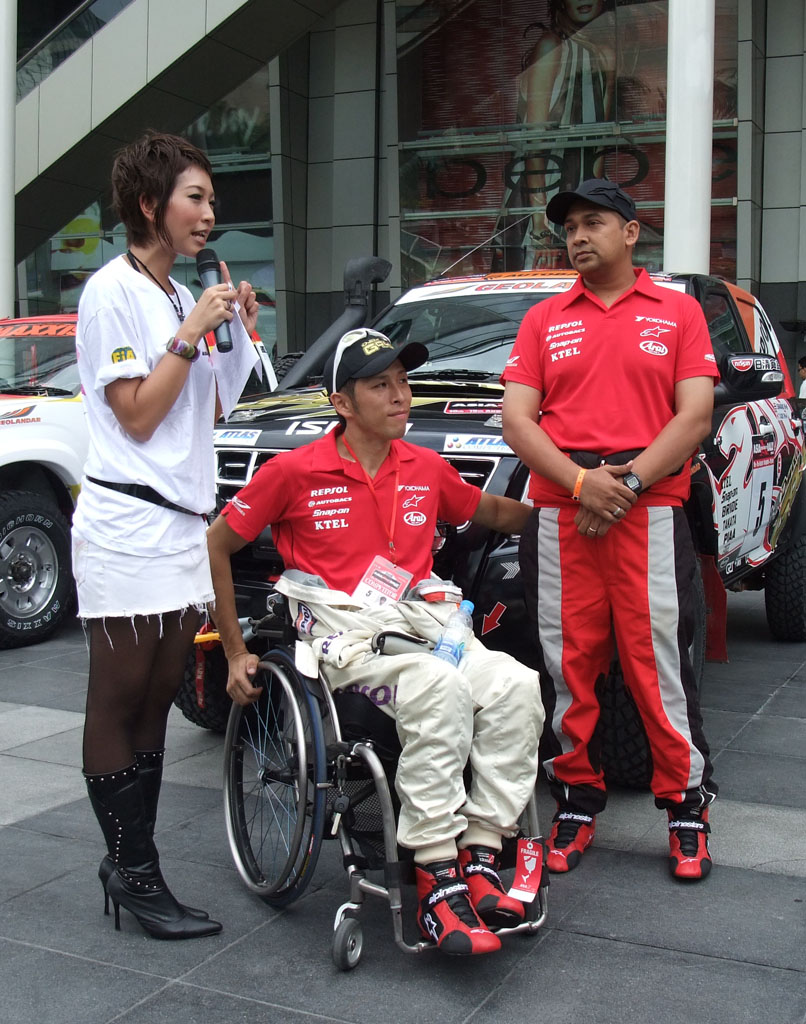
Aoki (al centro) nel 2008.

Aoki gareggiò nella prime gare di livello mondiale in qualità di wild card nel motomondiale 1993 e 1994 nella classe 250 nonché nel 1995 e 1996 nella classe 500, sempre in occasione del Gran Premio motociclistico del Giappone sul Circuito di Suzuka. Già alla sua terza partecipazione assoluta, la prima in 500, riuscì ad arrivare sul podio nel 1995.
Dal 1994 al 1996 partecipò (sempre in qualità di wild card), ai GP giapponesi del campionato mondiale Superbike, svoltisi sul circuito di Sugo, realizzando un giro veloce in gara 1 nel 1995 e una vittoria con giro veloce in gara 2 nel 1996. Nel 1995 e 1996 conquistò anche il titolo di Superbike nel Campionato Superbike giapponese.
Nel motomondiale 1997 disputò la prima stagione completa, in classe 500, alla guida di una Honda NSR 500 V2 del team Repsol Honda, giungendo al 5º posto assoluto in classifica e conquistando altri tre piazzamenti sul podio. Ottenne il suo miglior risultato nel GP d'Australia, dove si piazzò in seconda posizione, arrivando sul traguardo a 2.268 secondi dal vincitore e compagno di squadra, Àlex Crivillé.
La sua carriera nel motociclismo si interruppe bruscamente nel 1998, a causa di un grave incidente motociclistico avvenuto durante un sessione privata con la sua NSR500 a Suzuka, che lo lasciò paralizzato dalla vita in giù.
Nel 2019 con l'aiuto dei fratelli, risalì dopo 21 anni su una motocicletta, una CBR 1000 adattata per l'occasione, svolgendo una sessione privata a Suzuka, la stessa pista dove subì l'infortunio che lo costrinse al ritiro.

### Automobilismo
L'inabilità non gli impedì di voler competere nelle gare automobilistiche, partecipando al Rally Dakar del 2009.
Partecipò all'edizione 2019-2020 della Jaguar I-Pace eTrophy nella categoria pro, ottenendo un piazzamento a podio e chiudendo la stagione al sesto posto finale. Nel 2021 prese parte alla 24 Ore di Le Mans con la squadra francese Association SRT41, assieme al belga Nigel Bailly (anche essi paralizzato analogamente ad Aoki) e al francese Matthieu Lahaye su Oreca 07-Gibson.

## Risultati in gara

### Motomondiale
| 1993 | Classe | Moto  |  |  |   |  |  |  |  |  |  |  |  |  |  |  |  | Punti | Pos. |
| ---- | ------ | ----- |  |  | - |  |  |  |  |  |  |  |  |  |  |  |  | ----- | ---- |
| 1993 | 250    | Honda |  |  | 8 |  |  |  |  |  |  |  |  |  |  |  |  | 8     | 24º  |

| 1994 | Classe | Moto  |  |  |   |  |  |  |  |  |  |  |  |  |  |  |  | Punti | Pos. |
| ---- | ------ | ----- |  |  | - |  |  |  |  |  |  |  |  |  |  |  |  | ----- | ---- |
| 1994 | 250    | Honda |  |  | 5 |  |  |  |  |  |  |  |  |  |  |  |  | 11    | 20º  |

| 1995 | Classe | Moto  |  |  |   |  |  |  |  |  |  |  |  |  |  |  |  | Punti | Pos. |
| ---- | ------ | ----- |  |  | - |  |  |  |  |  |  |  |  |  |  |  |  | ----- | ---- |
| 1995 | 500    | Honda |  |  | 3 |  |  |  |  |  |  |  |  |  |  |  |  | 16    | 23º  |

| 1996 | Classe | Moto  |  |  |     |  |  |  |  |  |  |  |  |  |  |  |  | Punti | Pos. |
| ---- | ------ | ----- |  |  | --- |  |  |  |  |  |  |  |  |  |  |  |  | ----- | ---- |
| 1996 | 500    | Honda |  |  | Rit |  |  |  |  |  |  |  |  |  |  |  |  | 0     |      |

| 1997 | Classe | Moto  |   |   |   |     |     |   |     |   |   |    |    |   |   |   |   | Punti | Pos. |
| ---- | ------ | ----- | - | - | - | --- | --- | - | --- | - | - | -- | -- | - | - | - | - | ----- | ---- |
| 1997 | 500    | Honda | 5 | 4 | 4 | Rit | Rit | 5 | Rit | 3 | 3 | NP | 10 | 6 | 7 | 7 | 2 | 134   | 5º   |

| Legenda | 1º posto        | 2º posto            | 3º posto            | A punti      | Senza punti        | Grassetto – Pole position Corsivo – Giro più veloce |
| Legenda | Gara non valida | Non qual./Non part. | Ritirato/Non class. | Squalificato | '-' Dato non disp. | Grassetto – Pole position Corsivo – Giro più veloce |

### Campionato mondiale Superbike
| 1994 | Moto  |  |  |  |  |  |  |  |  |  |  |  |  |   |   |  |  |  |  |  |  |  |  |  |  |  |  | Punti | Pos. |
| ---- | ----- |  |  |  |  |  |  |  |  |  |  |  |  | - | - |  |  |  |  |  |  |  |  |  |  |  |  | ----- | ---- |
| 1994 | Honda |  |  |  |  |  |  |  |  |  |  |  |  | 7 | 8 |  |  |  |  |  |  |  |  |  |  |  |  | 17    | 31º  |

| 1995 | Moto  |  |  |  |  |  |  |  |  |  |  |  |  |  |  |  |  |     |   |  |  |  |  |  |  |  |  | Punti | Pos. |
| ---- | ----- |  |  |  |  |  |  |  |  |  |  |  |  |  |  |  |  | --- | - |  |  |  |  |  |  |  |  | ----- | ---- |
| 1995 | Honda |  |  |  |  |  |  |  |  |  |  |  |  |  |  |  |  | Rit | 7 |  |  |  |  |  |  |  |  | 9     | 31º  |

| 1996 | Moto  |  |  |  |  |  |  |  |  |  |  |  |  |  |  |  |  |    |   |  |  |  |  |  |  |  |  | Punti | Pos. |
| ---- | ----- |  |  |  |  |  |  |  |  |  |  |  |  |  |  |  |  | -- | - |  |  |  |  |  |  |  |  | ----- | ---- |
| 1996 | Honda |  |  |  |  |  |  |  |  |  |  |  |  |  |  |  |  | 11 | 1 |  |  |  |  |  |  |  |  | 30    | 19º  |

| Legenda | 1º posto        | 2º posto            | 3º posto           | A punti      | Senza punti        | Grassetto – Pole position Corsivo – Giro più veloce |
| Legenda | Gara non valida | Non qual./Non part. | Ritirato/Non class | Squalificato | '-' Dato non disp. | Grassetto – Pole position Corsivo – Giro più veloce |